# Jürgen R. Schmid
Jürgen R. Schmid (* 27. März 1956) ist ein deutscher Industriedesigner.                                                    

## Werdegang
Schmid gründete 1983 in Ulm das Unternehmen Design Tech, das ausschließlich Industriegüter designt. 
Schmid, der an der Hochschule für Gestaltung Schwäbisch Gmünd studierte und sich nach zwei Berufsjahren selbstständig machte, spezialisierte sich von Beginn an auf Maschinen und Komponenten im industriellen Bereich. Die Firma in Ammerbuch errang mehr als 180 internationale Design-Awards (darunter iF Designawards und red dot Awards).
Durch die Gründung der Design Tech Akademie gibt Schmid Schülern und Studenten in Workshops die Möglichkeit, einen Einblick in das Berufsfeld des Industriedesigners zu erlangen und hält Seminare.
Seit 2004 findet jährlich im Oktober der Ammerbucher Design Talk mit renommierten Gästen wie Luigi Colani, Florian Langenscheidt, Manfred Spitzer, Joey Kelly oder Reiner Calmund statt.
Schmid ist Autor von Standard ist Tödlich, Schmids Blick I und Schmids Blick II, sowie von Fachbeiträgen und Mitautor des Kompendium Corporate Identity und Sales Code 55. Zudem war er Juror und Jury-Mitglied bei diversen Design-Wettbewerben. Gemeinsam mit der Steinbeis-Stiftung, der Konradin Mediengruppe, dem Landesnetzwerk Mechatronik BW und LVI ist Schmid Initiator der Netzwerkauszeichnung PROiSIGN.

## Auszeichnungen
Schmid erhielt mehr als 180 Design-Awards (vor allem iF Design Awards und red dot design awards), darunter „best of the best“ Auszeichnungen von red dot, iF gold und Top 100.